# 武汉长江航运中心
30°34′16″N 114°17′42″E / 30.571005°N 114.294877°E
武汉长江航运中心（英語：Wuhan Yangtze River Shipping Center），位于武汉市江汉区沿江大道与民生路路口，总建筑面积约48万平米，由336米的超高层主楼及商业裙楼组成，属于港务枢纽综合体。

## 图集

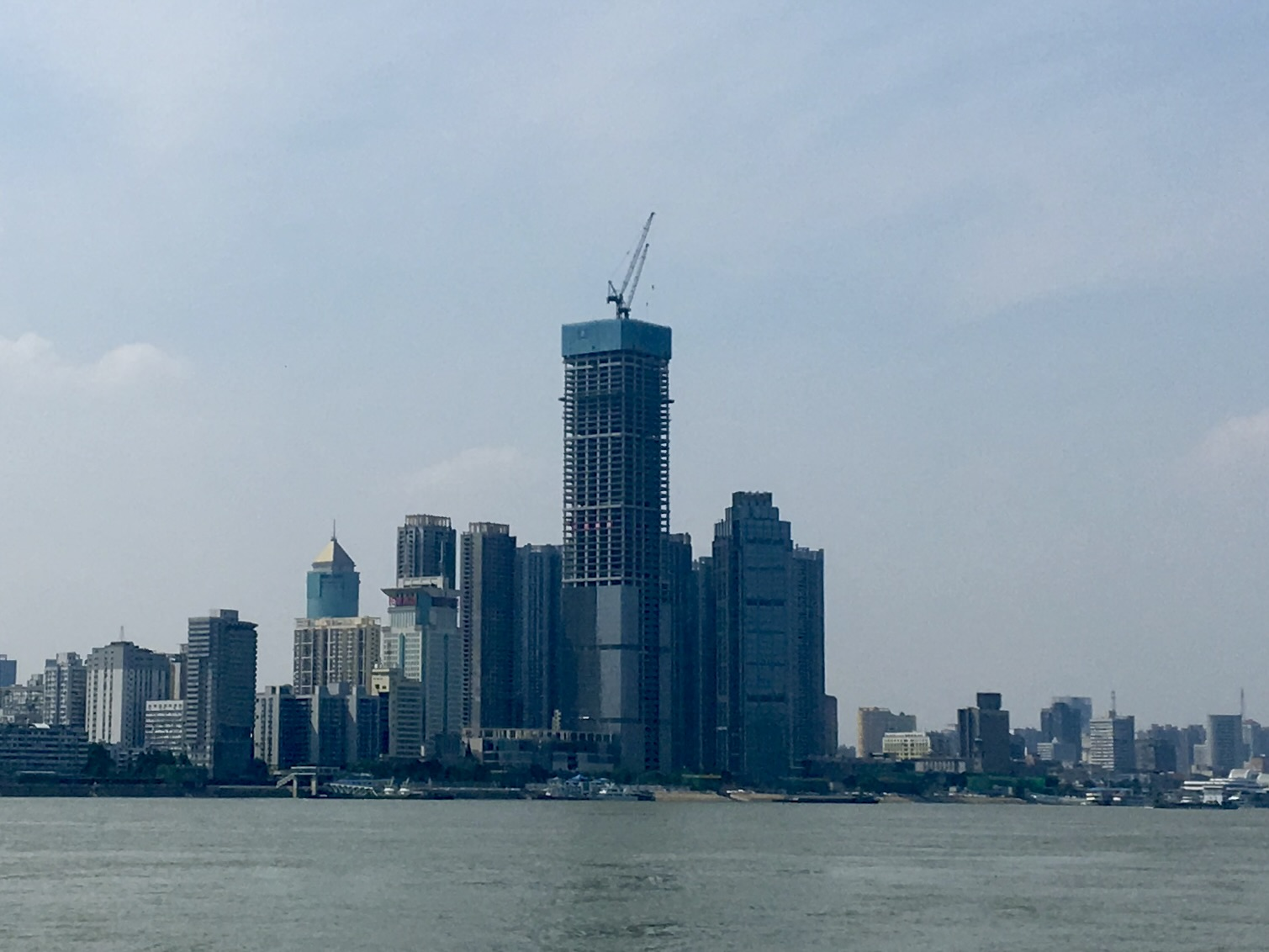
2019年6月
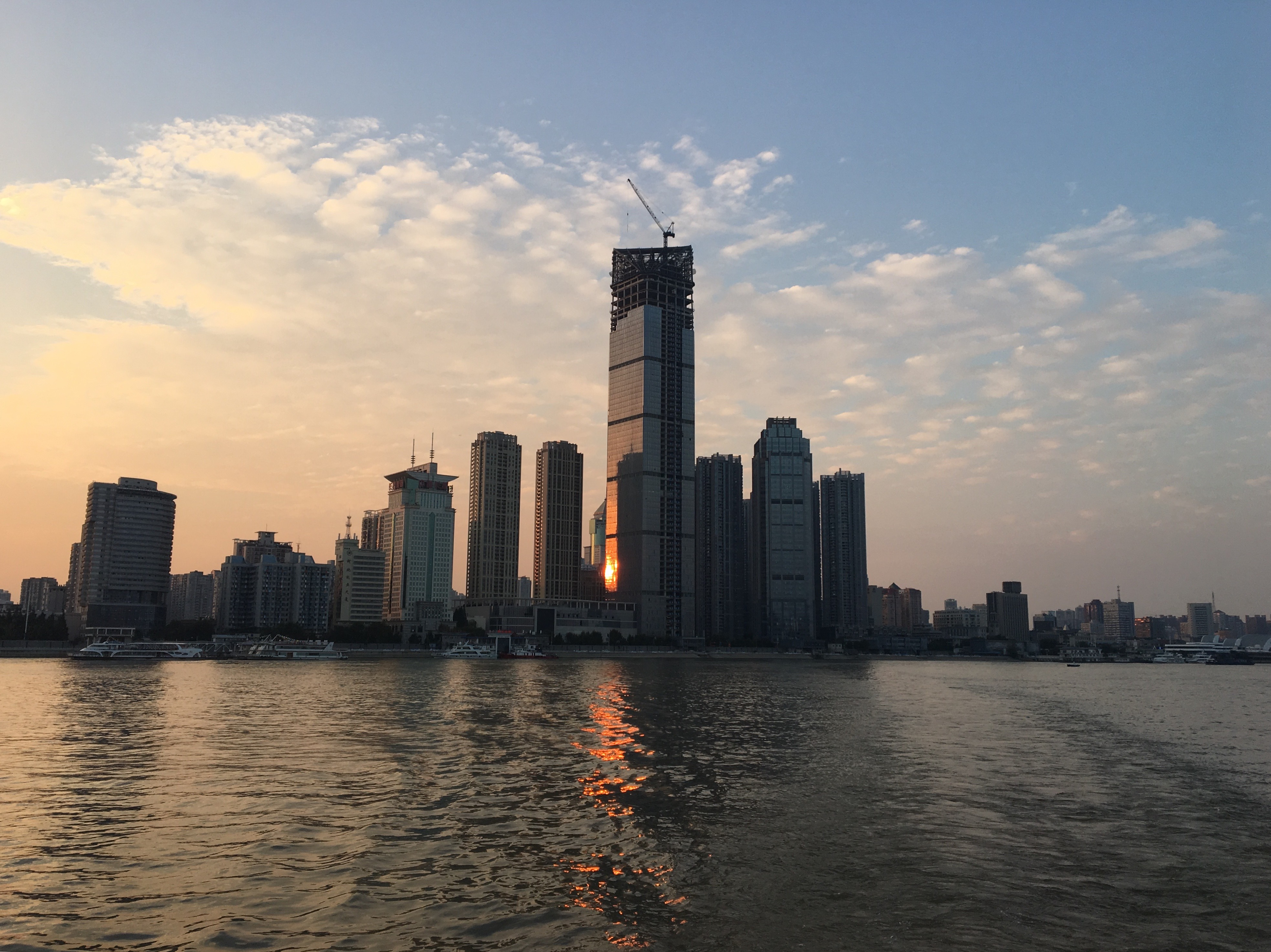
2020年10月
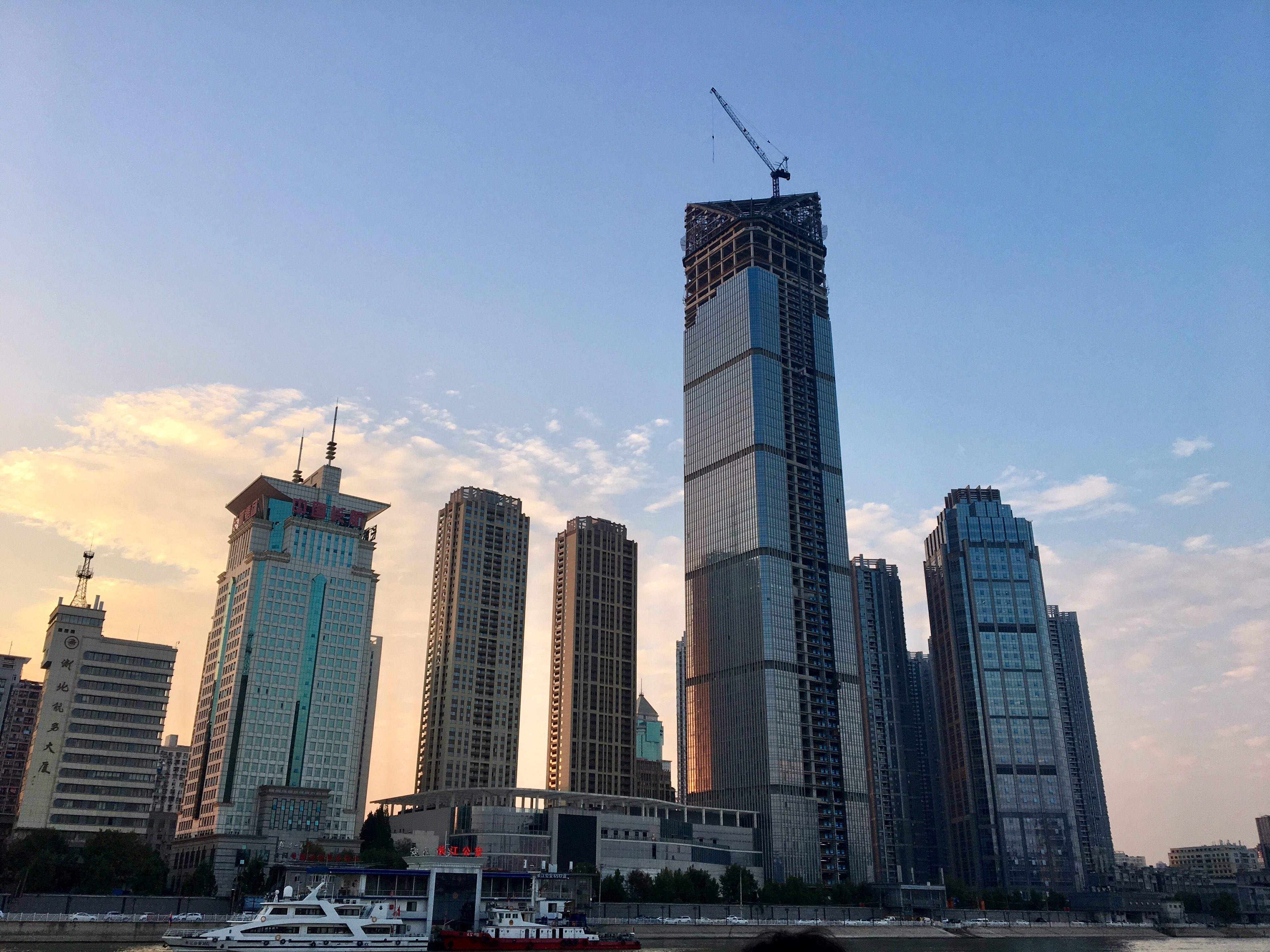
2020年10月